# Halasumane, Chikmagalur
Halasumane là một làng thuộc tehsil Chikmagalur, huyện Chikmagalur, bang Karnataka, Ấn Độ.